# Laurent Terzieff
Laurent Terzieff (Tolosa, 27 giugno 1935 – Parigi, 2 luglio 2010) è stato un attore e regista francese.

## Biografia
Sulle scene dal 1953, si impose nel teatro d'avanguardia con opere quali Tête d'or di Paul Claudel (1959), e nel 1961 formò una compagnia teatrale propria, esordendo anche come regista con Il pensiero di Leonid Nikolaevič Andreev. Sul palcoscenico fece conoscere molti autori e drammaturghi, interpretando, tra gli altri, La danza del sergente Musgrave (1963) di John Arden, Tango di Mrożek, Luv di Murray Schisgal.
Lanciato sullo schermo dal regista Marcel Carné in un personaggio inquietante di Peccatori in blue-jeans (1958), lavorò in seguito per diversi registi italiani, recitando in La notte brava (1959) di Mauro Bolognini e Kapò (1959) di Gillo Pontecorvo, come anche Vanina Vanini (1961) di Roberto Rossellini, Ostia (1970) di Sergio Citti (che addirittura lo doppiò in quel film) e Il deserto dei tartari (1976) di Valerio Zurlini.
Con il suo volto dai lineamenti scavati e dallo sguardo intenso, diede il meglio di sé con l'interpretazione dell'obiettore di coscienza Jean-François Cordier in Non uccidere (1961) di Claude Autant-Lara. In seguito lavorò con altri grandi registi, come Luis Buñuel in La via lattea (1969), in cui interpretò il giovane pellegrino. Successivamente ha diradato le prestazioni cinematografiche consacrandosi al teatro. Nel 2001 ha interpretato Territori d'ombra di Paolo Modugno e nel 2005 Due per un delitto di Pascal Thomas.

## Filmografia

### Cinema

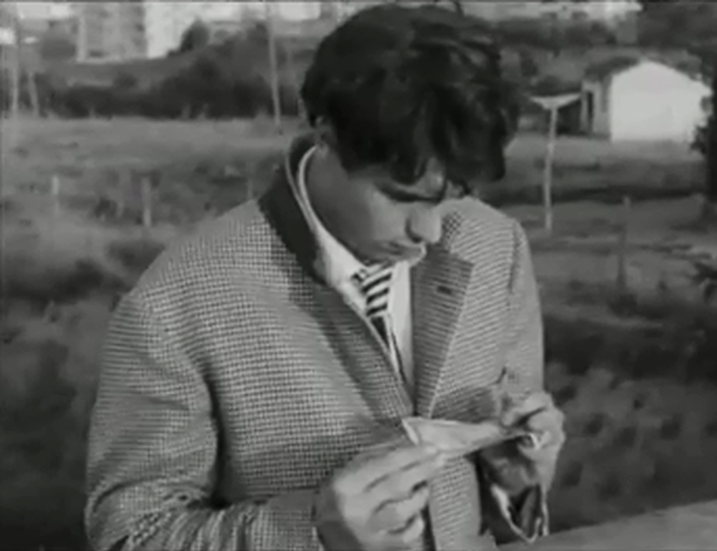
Laurent Terzieff nel film La notte brava (1959)

- Festa di maggio (Premier mai), regia di Luis Saslavsky (1958)
- Peccatori in blue-jeans (Les Tricheurs), regia di Marcel Carné (1958)
- Il giorno della violenza (Douze heures d'horloge), regia di Géza von Radványi (1959)
- La notte brava, regia di Mauro Bolognini (1959)
- Il risveglio dell'istinto (Les Régates de San Francisco), regia di Claude Autant-Lara (1960)
- Il bosco degli amanti (Le Bois des amants), regia di Claude Autant-Lara (1960)
- Kapò, regia di Gillo Pontecorvo (1960)
- Non uccidere (Tu ne tueras point), regia di Claude Autant-Lara (1961)
- Vanina Vanini, regia di Roberto Rossellini (1961)
- Le mutande rosse (Les culottes rouges), regia di Alex Joffé (1962)
- La lussuria (La luxure), episodio di I sette peccati capitali (Les Sept péchés capitaux), regia di Jacques Demy
- Segretissimo spionaggio (Ballade pour un voyou), regia di Claude-Jean Bonnardot (1963)
- L'adage, regia di Dominique Delouche (1964) (voce) - cortometraggio
- Mort, où est ta victoire?, regia di Hervé Bromberger (1964)
- Il triangolo circolare (Le Grain de sable), regia di Pierre Kast (1964)
- L'affaire Dreyfus, regia di Jean Vigne (1965) (voce) - cortometraggio
- Le Horla, regia di Jean-Daniel Pollet (1966)
- Destinazione marciapiede (Le Voyage du père), regia di Denys de La Patellière (1966)
- I frutti amari (Fruits amers - Soledad), regia di Jacqueline Audry (1967)
- Io, l'amore (À coeur joie), regia di Serge Bourguignon (1967)
- Le révélateur, regia di Philippe Garrel (1968)
- La prigioniera (La Prisonnière), regia di Henri-Georges Clouzot (1968)
- La via lattea (La Voie lactée), regia di Luis Buñuel (1969)
- Medea, regia di Pier Paolo Pasolini (1969)
- Ostia, regia di Sergio Citti (1970)
- Bröder Carl, regia di Susan Sontag (1971)
- Un ange passe, regia di Philippe Garrel (1975)
- Codice 215: Valparaiso non risponde (Il Pleut sur Santiago), regia di Helvio Soto (1975)
- Jeu, regia di Reginald Gray (1975)
- Il deserto dei Tartari, regia di Valerio Zurlini (1976)
- Maladie mortelle, regia di François Veyergans (1977)
- Voyage au jardin des morts, regia di Philippe Garrel (1978)
- Couleur chair, regia di François Veyergans (1978)
- Utopia, regia di Iradj Azimi (1978)
- Noces de sang, regia di Souheil Ben-Barka (1980)
- La flambeuse, regia di Rachel Weinberg (1981)
- La spiata (La Balance), regia di Bob Swaim (1982) (voce)
- Détective, regia di Jean-Luc Godard (1985)
- Diesel, regia di Robert Kramer (1985)
- A Parigi con amore… (Rouge baiser), regia di Véra Belmont (1985)
- La ragazza dei lillà, regia di Flavio Mogherini (1986)
- D'Annunzio, regia di Sergio Nasca (1987)
- Don Bosco, regia di Leandro Castellani (1988)
- Étoile, regia di Peter Del Monte (1988)
- Hiver 54, l'abbé Pierre, regia di Denis Amar (1989)
- Germinal, regia di Claude Berri (1993)
- Zattera della Medusa (Le Radeau de la Méduse), regia di Iradj Azimi (1994)
- Fiesta, regia di Pierre Boutron (1995)
- El pianista, regia di Mario Gas (1998)
- La guerre dans le Haut Pays, regia di Francis Reusser (1999)
- Il manoscritto del Principe, regia di Roberto Andò (2000)
- Sulla spiaggia e di là dal molo, regia di Giovanni Fago (2000)
- Territori d'ombra, regia di Paolo Modugno (2001)
- Pelle d'angelo (Peau d'ange), regia di Vincent Pérez (2002)
- Rien, voilà l'ordre, regia di Jacques Baratier (2003)
- Pontormo, regia di Giovanni Fago (2004)
- Due per un delitto (Mon petit doigt m'a dit...), regia di Pascal Thomas (2005)
- Tête d'or, regia di Gilles Blanchard (2006) (voce)
- J'ai toujours rêvé d'être un gangster, regia di Samuel Benchetrit (2007)
- Le ombre rosse, regia di Citto Maselli (2009)
- The Burma Conspiracy - Largo Winch 2 (Largo Winch 2), regia di Jérôme Salle (2011)

### Televisione
- En votre âme et conscience - serie TV, 1 episodio (1957)
- Les Enfants de la nuit, regia di Jean Prat - film TV (1957)
- La Part du pauvre, regia di Eric Le Hung - film TV (1965)
- Hedda Gabler, regia di Raymond Rouleau - film TV (1967)
- La plaie et le couteau, Charles Baudelaire, regia di Yannick Bellon - film TV (1967)
- Zoo Story, regia di Roland Coste - film TV (1968)
- David, la nuit tombe, regia di André Barsacq - film TV (1973)
- Les Grands Détectives - serie TV, episodio 1x06 (1974)
- De vagues herbes jaunes, regia di Josée Dayan - film TV (1974)
- Beau-François, regia di Roger Kahane - film TV (1974)
- Mosè - miniserie TV, 6 episodi (1974)
- Bérénice, regia di Raymond Rouleau - film TV (1975)
- Christophe Colomb, regia di Jean-Paul Carrère - film TV (1976)
- L'Apprentissage de la ville, regia di Caroline Huppert - film TV (1982)
- Progetti di allegria - miniserie TV, episodio 1x03 (1982)
- La freccia nel fianco - miniserie TV (1983)
- Gila and Rik, regia di Enzo Doria - film TV (1987)
- Delitti privati - miniserie TV, episodio 1x01-1x02 (1993)
- La Vénitienne, regia di Saara Saarela - film TV (2010)

## Doppiatori italiani
- Paolo Ferrari in Kapò, Non uccidere, Vanina Vanini
- Pino Locchi in Peccatori in blue jeans, Il triangolo circolare
- Massimo Turci in La notte brava
- Luciano Melani in La via lattea
- Enrico Maria Salerno in Medea
- Sergio Citti in Ostia
- Pino Colizzi in Mosè
- Gino La Monica in Il deserto dei Tartari
- Michele Kalamera in La ragazza dei lillà
- Stefano De Sando in D'Annunzio
- Nando Gazzolo in Don Bosco
- Massimo Foschi in Étoile
- Carlo Valli in Delitti privati
- Roberto Herlitzka in Il manoscritto del Principe
- Sergio Di Stefano in Due per un delitto
- Luciano De Ambrosis in The Burma Conspiracy - Largo Winch 2